# Ivaneș, Neamț
Ivaneș este un sat în comuna Bicaz-Chei din județul Neamț, Transilvania, România.